# Tournoi d'ouverture du championnat du Paraguay de football 2024
Navigation
Tournoi précédent Tournoi suivant
Le tournoi d'ouverture de la saison 2024 du Championnat du Paraguay de football est le premier tournoi semestriel de la cent-trentième saison du championnat de première division au Paraguay. La saison est scindée en deux tournois saisonniers qui délivrent chacun un titre de champion. Les douze clubs participants sont réunis au sein d'une poule unique où ils affrontent leurs adversaires deux fois. À l’issue de la saison, un classement cumulé des trois dernières années permet de déterminer les deux clubs relégués en deuxième division.

## Qualifications continentales
Le vainqueur du tournoi d'ouverture est qualifié pour la Copa Libertadores 2025 avec le vainqueur du tournoi de clôture, deux autres places sont attribuées aux deux clubs les mieux classés dans le classement cumulé pour la phase de qualification. Les trois meilleurs clubs ne pouvant se qualifier pour la Copa Libertadores joueront la Copa Sudamericana 2025 et seront accompagnés par le vainqueur de la Coupe du Paraguay 2024.

## Les clubs participants
- Club Olimpia
- Cerro Porteño
- Club Libertad
- Club Guaraní
- Club Sportivo Luqueño
- Club Sportivo Trinidense
- Club Nacional
- Club Sol de América - promu de D2
- Club Sportivo Ameliano
- Club General Caballero
- Club Sportivo 2 de Mayo - promu de D2
- Tacuary FC

## Compétition
Le barème utilisé pour établir le classement est le suivant :
- Victoire : 3 points
- Match nul : 1 point
- Défaite : 0 point

### Classement
| Rang | Équipe                    | Pts | J  | G  | N  | P  | Bp | Bc | Diff |
| ---- | ------------------------- | --- | -- | -- | -- | -- | -- | -- | ---- |
| 1    | Club Libertad T           | 48  | 22 | 14 | 6  | 2  | 42 | 16 | +26  |
| 2    | Cerro Porteño             | 45  | 22 | 13 | 6  | 3  | 40 | 17 | +23  |
| 3    | Club Olimpia              | 36  | 22 | 9  | 9  | 4  | 28 | 21 | +7   |
| 4    | Club Sportivo Luqueño     | 35  | 22 | 10 | 5  | 7  | 25 | 22 | +3   |
| 5    | Club Guaraní              | 31  | 22 | 8  | 7  | 7  | 31 | 25 | +6   |
| 6    | Club Sportivo 2 de Mayo P | 31  | 22 | 9  | 4  | 9  | 28 | 25 | +3   |
| 7    | Club Sol de América P     | 26  | 22 | 7  | 5  | 10 | 26 | 39 | -13  |
| 8    | Tacuary FC                | 23  | 22 | 5  | 8  | 9  | 26 | 38 | -12  |
| 9    | Club Sportivo Ameliano    | 23  | 22 | 6  | 5  | 11 | 17 | 32 | -15  |
| 10   | Club Nacional             | 22  | 22 | 6  | 4  | 12 | 24 | 35 | -11  |
| 11   | Club Sportivo Trinidense  | 21  | 22 | 6  | 3  | 13 | 30 | 34 | -4   |
| 12   | Club General Caballero    | 19  | 22 | 3  | 10 | 9  | 22 | 35 | -13  |

|  | Qualification pour la Copa Libertadores 2025.        |
|  | T : Tenant du titre P : Promu de División Intermedia |

- Le Club Libertad remporte son 25e titre de champion[1].